# Sportler des Jahres 1978 (Deutschland)
Die Sportler des Jahres 1978 in Deutschland wurden von den Fachjournalisten gewählt und am Jahresende in Sindelfingen ausgezeichnet. Veranstaltet wurde die Wahl zum 32. Mal von der Internationalen Sport-Korrespondenz (ISK).

## Männer
| Platz | Sportler            | Sportart       | Punkte | Erfolge 1978                                                                                     |
| ----- | ------------------- | -------------- | ------ | ------------------------------------------------------------------------------------------------ |
| 1.    | Eberhard Gienger    | Turnen         | 1477   | Weltmeisterschaftszweiter Pauschenpferd u. Reck, Vierter Mehrkampf                               |
| 2.    | Walter Kusch        | Schwimmen      | 1301   | Weltmeister 100 Meter Brust, Dritter 200 Meter Brust, Zweiter Lagenstaffel                       |
| 3.    | Alexander Pusch     | Fechten        | 1123   | Weltmeister Degen                                                                                |
| 4.    | Harald Schmid       | Leichtathletik | 1033   | Europameister 400 Meter Hürden und 4-mal-400-Meter-Staffel                                       |
| 5.    | Gerd Wiltfang       | Springreiten   | 0981   | Weltmeister                                                                                      |
| 6.    | Peter-Michael Kolbe | Rudern         | 0900   | Weltmeister Einer                                                                                |
| 7.    | Rolf Milser         | Gewichtheben   | 0624   | Weltmeister Klasse bis 90 kg Zweikampf und Stoßen                                                |
| 8.    | Klaus Steinbach     | Schwimmen      | 0578   | Weltmeisterschaftsdritter 100 Meter Freistil, Zweiter 4-mal-100-Meter-Freistil- und Lagenstaffel |
| 9.    | Sepp Maier          | Fußball        | 0386   |                                                                                                  |
| 10.   | Gregor Braun        | Radsport       | 0347   | Weltmeister Einerverfolgung Profis, Deutscher Meister Straßenrennen                              |

## Frauen
| Platz | Sportler             | Sportart            | Punkte | Erfolge 1978                                                     |
| ----- | -------------------- | ------------------- | ------ | ---------------------------------------------------------------- |
| 1.    | Maria Epple          | Ski Alpin           | 1527   | Weltmeisterin Riesenslalom                                       |
| 2.    | Beate Habetz         | Straßenradsport     | 0809   | Weltmeisterin Straßenrennen                                      |
| 3.    | Brigitte Holzapfel   | Leichtathletik      | 0414   | Europameisterschaftsdritte Hochsprung                            |
| 4.    | Helga Masthoff       | Tennis              | 0338   | Deutsche Meisterin Einzel und Doppel                             |
| 5.    | Irene Epple          | Ski Alpin           | 0231   | Weltmeisterschaftszweite Abfahrt                                 |
| 6.    | Gisela Grothaus      | Wildwasserrennsport | 0220   | Siegerin Europacup                                               |
| 7.    | Dagmar Lurz          | Eiskunstlauf        | 0132   | Europameisterschaftszweite, Weltmeisterschaftsvierte             |
| 8.    | Silvia Hollmann      | Leichtathletik      | 099    | Europameisterschaftszweite und deutscher Rekord 400 Meter Hürden |
| 9.    | Pamela Behr          | Ski Alpin           | 089    | Weltmeisterschaftszweite Slalom                                  |
| 10.   | Elisabeth Demleitner | Rennrodeln          | 086    | Europameisterin                                                  |

## Mannschaften
| Platz | Sportler                                  | Sportart       | Punkte | Erfolge 1978                              |
| ----- | ----------------------------------------- | -------------- | ------ | ----------------------------------------- |
| 1.    | Handballnationalmannschaft Männer         | Handball       | 1970   | Weltmeister                               |
| 2.    | 4-mal-400-Meter-Staffel Männer            | Leichtathletik | 0568   | Europameister                             |
| 3.    | Dressurreiter-Equipe                      | Dressurreiten  | 0353   | Weltmeister                               |
| 4.    | Fecht-Club Tauberbischofsheim             | Fechten        | 0249   | 5 Titel bei den Deutschen Meisterschaften |
| 5.    | 1. FC Köln                                | Fußball        | 0242   | Deutscher Meister u. DFB-Pokalsieger      |
| 6.    | Hockeynationalmannschaft Männer           | Hockey         | 0230   | Europameister, Weltmeisterschaftsvierter  |
| 7.    | SC Riessersee                             | Eishockey      | 0149   | Deutscher Meister                         |
| 8.    | Luftgewehr-Mannschaft Männer              | Sportschießen  | 0100   | Weltmeister                               |
| 9.    | „Tilsalg“-Besatzung (Skipper Klaus Lange) | Segeln         | 073    | Sieger One-Ton-Cup                        |
| 10.   | Skeet-Mannschaft Frauen                   | Sportschießen  | 041    | Weltmeister                               |